# Recovering the Satellites
Recovering the Satellites is het tweede studioalbum van Counting Crows.

## Tracklist
Alle nummers geschreven door Adam Duritz tenzij anders aangegeven is.
1. "Catapult" (David Bryson/Adam Duritz/Charlie Gillingham/Matt Malley/Dan Vickrey/Ben Mize) – 3:34
2. "Angels of the Silences" (Duritz/Gillingham) – 3:39
3. "Daylight Fading" (Duritz/Vickrey/Gillingham) – 3:50
4. "I'm Not Sleeping" – 4:57
5. "Goodnight Elisabeth" – 5:20
6. "Children in Bloom" – 5:23
7. "Have You Seen Me Lately?" – 4:11
8. "Miller's Angels" <small1>(Duritz/Vickrey) – 6:33
9. "Another Horsedreamer's Blues" – 4:32
10. "Recovering the Satellites" – 5:24
11. "Monkey" – 3:02
12. "Mercury" – 2:48
13. "A Long December" – 4:57
14. "Walkaways" (Duritz/Vickrey) - 1:12